# Tabanus flavicornis
Tabanus flavicornis är en tvåvingeart som beskrevs av Schuurmans Stekhoven 1926. Tabanus flavicornis ingår i släktet Tabanus och familjen bromsar. Inga underarter finns listade i Catalogue of Life.